# Frontière entre le Maryland et la Virginie

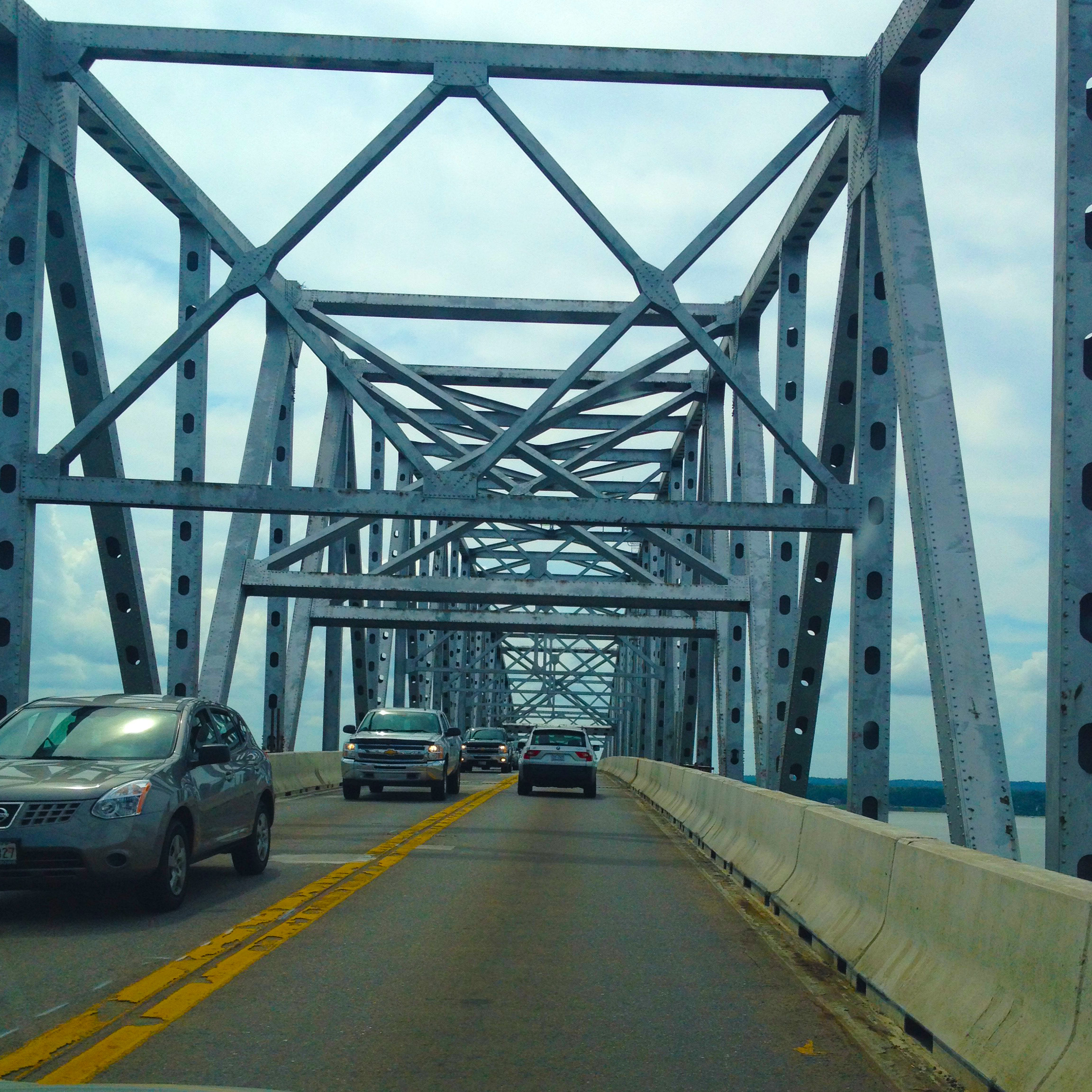
Le pont Harry Nice sur le Potomac relie le Maryland et la Virginie.

La frontière entre le Maryland et la Virginie est une frontière intérieure des États-Unis délimitant les territoires du Maryland à l'ouest et de la Virginie à l'est.
Son tracé longe la rive droite du Potomac (ce qui fait que celui-ci est théoriquement sous la juridiction de l'État du Maryland).
Elle est partagée en deux sections séparées l'une de l'autre par 20 km, occupés par le territoire du Washington, DC :
- an amont de celui-ci, elle aboutit jusqu'à la confluence du fleuve avec la rivière Shenandoah ;
- en aval, elle descend jusqu'à la baie de Chesapeake.

Avant la création du district fédéral en 1791, la frontière ne constituait, bien entendu, qu'un seul tenant.
La frontière passe également dans la partie méridionale de la péninsule de Delmarva, à 8 km au sud de la ville de Pocomoke City, et elle suit une partie du cours de la Pocomoke River.